# 鈴木正誠
鈴木 正誠（すずき まさのぶ、1941年10月13日 - ）は、日本の経営者。NTTコミュニケーションズ社長を務めた。茨城県那珂郡東海村出身。

## 経歴・人物
1961年に茨城県立水戸第一高等学校を卒業、1965年に東京大学経済学部を卒業し、同年に日本電信電話公社に入社。1993年に日本電信電話取締役に就任し、1997年に常務を経て、1999年7月にNTTコミュニケーションズ社長に就任。2005年6月に相談役に退いた。
2019年に旭日重光章を受章。